# جواد علی
جواد علی (۱۹۸۷–۱۹۰۷) تاریخ نگار و یکی از بزرگترین محققانِ عرب شناسی در قرن بیستم. جواد علی شیعی مذهب و استاد دانشگاه اهل عراق بود.

## تولد
جواد علی در سال 1907م در شهر کاظمیه متولد شد.

## تحصیلات و مشاغل
وی دکتری خود را در سال ۱۹۳۹ از دانشگاه هامبورگ اخذ کرد. جواد علی در دهه ۵۰ میلادی در گروه تاریخ دانشکده آموزش دانشگاه بغداد کار می‌کرد.

## تخصص
تخصص جواد علی در تاریخ اسلام و عرب به ویژه عرب قبل از اسلام بود.

## شهرت
او به خاطر کتاب ده جلدی "المفصل فی تاریخ العرب قبل الٳسلام" که یکی از آثار مهم و مرجع در زمینهٔ تاریخ عرب قبل از اسلام است؛ مشهور است.

## کتاب ها
جواد علی ده ها جلد کتاب علمی تاریخی دارد. از جمله:
1. التاريخ العام (بغداد 1927).
2. أصنام العرب (بغداد 1967).
3. موسوعة تاريخ العرب قبل الإسلام (ثمانية مجلدات)، طبعها المجمع العلمي العراقي بين سنتي 1956-1960.
4. المفصل في تاريخ العرب قبل الإسلام (عشرة مجلدات)، طبعت في بيروت بين سنتي 1968-1974.
5. تاريخ الصلاة في الإسلام (بغداد 1968).
6. تاريخ العرب في الإسلام (بيروت 1969).
7. المهدي وسفراؤه الأربعة (رساله دکترا از دانشگاه هامبورگ 1938).(این کتاب پایان نامه دکترای وی بود که زیر نظر رادلف اشتراوس نوشته بود ولی به خاطر پنهان ماندن مذهب خود از نظام بعث، آن را برای ترجمه به عربی به کسی نداد و به همان زمان آلمانی باقی ماند و بعدها به عربی ترجمه شد.

## درگذشت
جواد علی در سن 80 سالگی در ظهر روز شنبه 26 اوت 1987 بعد از مدتی بیماری، در بغداد درگذشت. 